# Mikaël Grenier
Mikaël Grenier (Stoneham-et-Tewkesbury, 17 oktober 1992) is een Canadees autocoureur.

## Carrière
Feller begon zijn autosportcarrière in het karting in 2005. In 2007 werd hij nationaal kampioen in de Rotax Junior-klasse. In 2008 stapte hij over naar het formuleracing en kwam hij uit in de Formule BMW Americas voor het team Apex-HBR Racing Team. Hij behaalde vijf podiumplaatsen: twee op Road America en een op zowel Laguna Seca, het New Jersey Motorsports Park en het Autódromo José Carlos Pace. Met 126 punten werd hij achter Alexander Rossi, Ricardo Favoretto en Gianmarco Raimondo vierde in de eindstand.
In 2009 debuteerde Grenier in het Star Mazda Championship bij het team Andersen Racing. Hij reed in zes van de dertien races en behaalde tijdens beide races in New Jersey het podium. Met 189 punten werd hij achttiende in het klassement. In 2010 reed hij een volledig seizoen in de klasse. Hij behaalde een zege op de Autobahn Country Club en stond daarnaast op Laguna Seca en de Lucas Oil Raceway op het podium. Met 366 punten werd hij achtste in het kampioenschap.
In 2011 stapte Grenier over naar de Indy Lights. Hij begon het seizoen bij O2 Racing Technology, waarvoor hij vier races reed. Later dat jaar reed hij nog een race voor het Team Moore Racing. Een vijfde plaats op het Barber Motorsports Park was zijn beste resultaat en hij werd met 121 punten zestiende in de eindstand. In 2013 reed hij voor Moore in de race op het Stratencircuit Long Beach als vervanger van Victor Carbone, maar kwam hierin niet aan de finish. In november van dat jaar nam hij op de Sebring International Raceway deel aan zijn eerste IndyCar Series-test voor het team KV Racing.
Na twee jaar niet geracet te hebben, keerde Grenier in 2016 terug in de autosport en debuteerde hierbij in de Italiaanse Porsche Carrera Cup. Hij reed voor het Tsunami Racing Team en behaalde een overwinning in het laatste weekend op het Circuit Mugello, nadat hij eerder in het seizoen al podiumplaatsen had gehaald op het Autodromo Nazionale Monza en het Autodromo Vallelunga. Met 150 punten werd hij vierde in het klassement. In 2017 nam hij deel aan de Lamborghini Super Trofeo Europe, waarin hij voor het team Antonelli Motorsport een Lamborghini Huracán deelde met Loris Spinelli. Het duo won zes van de twaalf races en stond hiernaast nog driemaal op het podium, waardoor zij met 142 punten gekroond werden tot kampioenen. Tevens reed hij dat jaar een aantal races in de International GT Open, de Blancpain GT Series Endurance Cup en de Intercontinental GT Challenge als gastcoureur.
In 2018 debuteerde Grenier in de 24 uur van Daytona. Bij het team SunEnergy1 Racing deelde hij een Mercedes-AMG GT3 met Kenny Habul, Thomas Jäger en Maro Engel, met wie hij achtste werd in de GTD-klasse. Vervolgens reed hij een volledig seizoen in de Silver Cup van de Blancpain GT Series Endurance Cup voor Emil Frey Jaguar Racing en deelde een Emil Frey GT3 Jaguar met Alex Fontana en Adrian Zaugg. Het trio won twee races op Monza en het Circuit de Barcelona-Catalunya en behaalde daarnaast een podiumplaats op het Circuit Paul Ricard, waardoor zij met 103 punten gekroond werden tot kampioen in deze klasse. In 2019 reed hij voor Emil Frey Racing in de International GT Open en deelde een Lamborghini Huracán GT3 Evo met Norbert Siedler. Het duo won vier races op Paul Ricard, de Hockenheimring Baden-Württemberg, het Circuit de Spa-Francorchamps en in Barcelona en stond daarnaast in drie andere races op het podium. Met 116 punten werden zij achter Giacomo Altoè en Albert Costa tweede in de eindstand.
In 2020 reed Grenier voor Frey in de GT World Challenge Europe Sprint Cup en deelde hier de auto met Siedler in de eerste drie weekenden en Ricardo Feller in het laatste weekend. Hij behaalde drie podiumplaatsen: twee in Barcelona en een op het Circuit de Nevers Magny-Cours. Met 45,5 punten werd hij achtste in de eindstand. Ook reed hij in de GT World Challenge Europe Endurance Cup voor Frey naast Siedler en Feller; hierin kwam hij niet tot scoren en waren twee elfde plaatsen op het Autodromo Enzo e Dino Ferrari en Paul Ricard zijn hoogste klasseringen.
In 2021 werd Grenier, samen met Kenny Habul, Raffaele Marciello en Luca Stolz tweede in de GTD-klasse van de 24 uur van Daytona voor het team SunEnergy1 Racing in een Mercedes-AMG GT3 Evo. Daarnaast reed hij in drie van de zeven raceweekenden van de GT World Challenge America voor Winward Racing, waar hij een auto deelde met Russel Ward. Hij won een race op de Virginia International Raceway en behaalde drie andere podiumplaatsen, waardoor hij met 73 punten zesde werd. Verder reed hij voor Winward, samen met Ward en Philip Ellis, in drie races van de GT World Challenge Europe Endurance Cup, waarin een zesde plaats op Paul Ricard zijn beste resultaat was.
In 2022 behaalde Grenier samen met Ward, Ellis en Lucas Auer de pole position in de GTD-klasse van de 24 uur van Daytona, maar eindigde de race als zesde. Vervolgens nam hij deel aan de Asian Le Mans Series, waarin hij in de GT Am-klasse een Mercedes-AMG GT3 Evo deelde met Ian Loggie en Valentin Pierburg. Zij wonnen twee races op het Dubai Autodrome en eindigden in beide races op het Yas Marina Circuit als tweede, waardoor zij met 86 punten gekroond werden tot kampioen. Dat jaar debuteerde hij tevens in de DTM voor het Mercedes-AMG Team GruppeM Racing in een Mercedes-AMG GT3 Evo.